# BSC Young Boys
BSC Young Boys (viết tắt là YB) là một câu lạc bộ bóng đá của Thụy Sĩ có trụ sở tại Bern, Thụy Sĩ. Câu lạc bộ này đã 15 lần vô địch quốc gia và giành được 6 Cúp bóng đá Thụy Sĩ. YB là một trong những câu lạc bộ bóng đá Thụy Sĩ thành công nhất trên trường quốc tế, từng lọt vào bán kết Cúp C1 châu Âu mùa giải 1958–59. Màu áo truyền thống của câu lạc bộ là màu vàng – đen.

## Đội hình hiện tại
Tính đến ngày 30 tháng 7 năm 2022
Ghi chú: Quốc kỳ chỉ đội tuyển quốc gia được xác định rõ trong điều lệ tư cách FIFA. Các cầu thủ có thể giữ hơn một quốc tịch ngoài FIFA.
| Số | VT | Quốc gia               | Cầu thủ                             |
| -- | -- | ---------------------- | ----------------------------------- |
| 1  | TM | Thụy Sĩ                | Anthony Racioppi                    |
| 4  | HV | Thụy Sĩ                | Aurèle Amenda                       |
| 5  | HV | Thụy Sĩ                | Cédric Zesiger                      |
| 6  | TV | Thụy Sĩ                | Esteban Petignat                    |
| 7  | TV | Thụy Sĩ                | Filip Ugrinic                       |
| 8  | TV | Thụy Sĩ                | Vincent Sierro                      |
| 10 | TĐ | Cameroon               | Moumi Ngamaleu                      |
| 11 | TĐ | Thụy Sĩ                | Cedric Itten                        |
| 13 | HV | Guinée                 | Mohamed Ali Camara                  |
| 14 | TV | Zambia                 | Miguel Chaiwa                       |
| 15 | TĐ | Cộng hòa Dân chủ Congo | Meschak Elia                        |
| 16 | TV | Thụy Sĩ                | Christian Fassnacht                 |
| 17 | TV | Thụy Sĩ                | Kevin Rüegg (mượn từ Hellas Verona) |
| 18 | TĐ | Cameroon               | Jean-Pierre Nsame                   |
| 19 | TĐ | Thụy Sĩ                | Felix Mambimbi                      |

| Số | VT | Quốc gia   | Cầu thủ                          |
| -- | -- | ---------- | -------------------------------- |
| 20 | HV | Sénégal    | Cheikh Niasse                    |
| 21 | HV | Thụy Sĩ    | Ulisses Garcia                   |
| 22 | TV | Kosovo     | Donat Rrudhani                   |
| 23 | HV | Thụy Sĩ    | Loris Benito                     |
| 24 | HV | Thụy Sĩ    | Quentin Maceiras                 |
| 25 | HV | Pháp       | Jordan Lefort                    |
| 26 | TM | Thụy Sĩ    | David von Ballmoos               |
| 27 | HV | Thụy Sĩ    | Lewin Blum                       |
| 28 | HV | Thụy Sĩ    | Fabian Lustenberger (đội trưởng) |
| 30 | TV | Thụy Sĩ    | Sandro Lauper                    |
| 32 | TV | Thụy Sĩ    | Fabian Rieder                    |
| 40 | TM | Thụy Sĩ    | Dario Marzino                    |
| 45 | TV | Thụy Sĩ    | Alexandre Jankewitz              |
| 61 | TM | Thụy Sĩ    | Leandro Zbinden                  |
| 77 | TĐ | Bồ Đào Nha | Joël Monteiro                    |

### Cho mượn
Ghi chú: Quốc kỳ chỉ đội tuyển quốc gia được xác định rõ trong điều lệ tư cách FIFA. Các cầu thủ có thể giữ hơn một quốc tịch ngoài FIFA.
| Số | VT | Quốc gia | Cầu thủ                     |
| -- | -- | -------- | --------------------------- |
| 38 | HV | Thụy Sĩ  | Nicolas Bürgy (tại Viborg)  |
| 60 | HV | Thụy Sĩ  | Pascal Schüpbach (tại Thun) |
| 65 | TĐ | Thụy Sĩ  | Yannick Toure (tại Thun)    |

| Số | VT | Quốc gia | Cầu thủ                             |
| -- | -- | -------- | ----------------------------------- |
| —  | TĐ | Thụy Sĩ  | Mischa Eberhard (tại Yverdon-Sport) |
| —  | TĐ | Thụy Sĩ  | Shkelqim Vladi (tại Aarau)          |

## Danh hiệu
- Swiss Super League:
  - Vô địch (17): 1902–03, 1908–09, 1909–10, 1910–11, 1919–20, 1928–29, 1956–57, 1957–58, 1958–59, 1959–60, 1985–86, 2017–18, 2018–19, 2019–20, 2020–21, 2022–23, 2023–24
- Swiss Cup:
  - Vô địch (8): 1929–30, 1944–45, 1952–53, 1957–58, 1976–77, 1986–87, 2019–20, 2022-23
- Swiss Super Cup:
  - Vô địch: 1986[2]
- Swiss League Cup:
  - Vô địch: 1976
- Coppa delle Alpi
  - Vô địch: 1974